# Stephen Thomas Erlewine
Stephen Thomas Erlewine, né le 18 juin 1973 dans le Michigan aux États-Unis, est un journaliste et critique musical américain principalement reconnu pour son travail sur le site AllMusic.

## Biographie
Il étudie l'anglais à l'université du Michigan. En parallèle, il travaille pour la radio étudiante WCBN-FM et pour le journal The Michigan Daily, où il est critique musical pendant un an avant d'être rédacteur en chef de la section Arts une autre année. 
Neveu de Michael Elervine, musicien et fondateur d'AllMusic, il participe également à la rédaction d'articles pour le site, où il devient coéditeur de la partie rock en 1994. L'année suivante, il est le principal contributeur du livre The All Music Guide to Rock. À partir de ce moment, il est considéré comme l'un des seniors d'Allmusic et rédige des centaines de critiques pour celui-ci.
Il travaille en indépendant dans la rédaction d'ouvrages et est aussi guitariste du groupe Who Dat?.

## Parutions
- All Music Guide to Rock: The Definitive Guide to Rock, Pop, and Soul
- All Music Guide to Country: The Experts' Guide to the Best Country Recordings
- All Music Guide: The Experts Guide to the Best Recordings
- All Music Guide to the Blues: The Definitive Guide to the Blues
- All Music Guide to Hip-Hop: The Definitive Guide to Rap & Hip-Hop
- All Music Guide to Jazz: The Definitive Guide to Jazz Music